# Escoulis
Escoulis est une commune française située dans le centre du département de la Haute-Garonne, en région Occitanie.
Sur le plan historique et culturel, la commune est dans le pays de Comminges, correspondant à l’ancien comté de Comminges, circonscription de la province de Gascogne située sur les départements actuels du Gers, de la Haute-Garonne, des Hautes-Pyrénées et de l'Ariège. Exposée à un climat océanique altéré, elle est drainée par, goute de chire, le ruisseau de Belloc, le ruisseau de Pujouet et par divers autres petits cours d'eau. La commune possède un patrimoine naturel remarquable composé d'une zone naturelle d'intérêt écologique, faunistique et floristique.
Escoulis est une commune rurale qui compte 77 habitants en 2022. Ses habitants sont appelés les Escoulisiens ou  Escoulisiennes.

## Géographie

### Localisation
La commune d'Escoulis se trouve dans le département de la Haute-Garonne, en région Occitanie.
Elle se situe à 64 km à vol d'oiseau de Toulouse, préfecture du département, à 25 km de Saint-Gaudens, sous-préfecture, et à 50 km de Bagnères-de-Luchon, bureau centralisateur du canton de Bagnères-de-Luchon dont dépend la commune depuis 2015 pour les élections départementales.
La commune fait en outre partie du bassin de vie de Salies-du-Salat.
Les communes les plus proches sont : 
Belbèze-en-Comminges (2,4 km), Betchat (2,7 km), Marsoulas (2,7 km), Cérizols (3,1 km), Cassagne (3,6 km), Ausseing (4,6 km), Mazères-sur-Salat (5,2 km), Plagne (5,6 km).
Sur le plan historique et culturel, Escoulis fait partie du pays de Comminges, correspondant à l’ancien comté de Comminges, circonscription de la province de Gascogne située sur les départements actuels du Gers, de la Haute-Garonne, des Hautes-Pyrénées et de l'Ariège.
Escoulis est limitrophe de quatre autres communes dont deux dans le département de l'Ariège.
Les communes limitrophes sont  Belbèze-en-Comminges, Betchat, Cassagne et Cérizols.
|          | Belbèze-en-Comminges |                   |
| Cassagne | Escoulis             | Cérizols (Ariège) |
|          | Betchat (Ariège)     |                   |

### Géologie et relief
La superficie de la commune est de 464 hectares ; son altitude varie de 298  à   410 mètres.

### Hydrographie

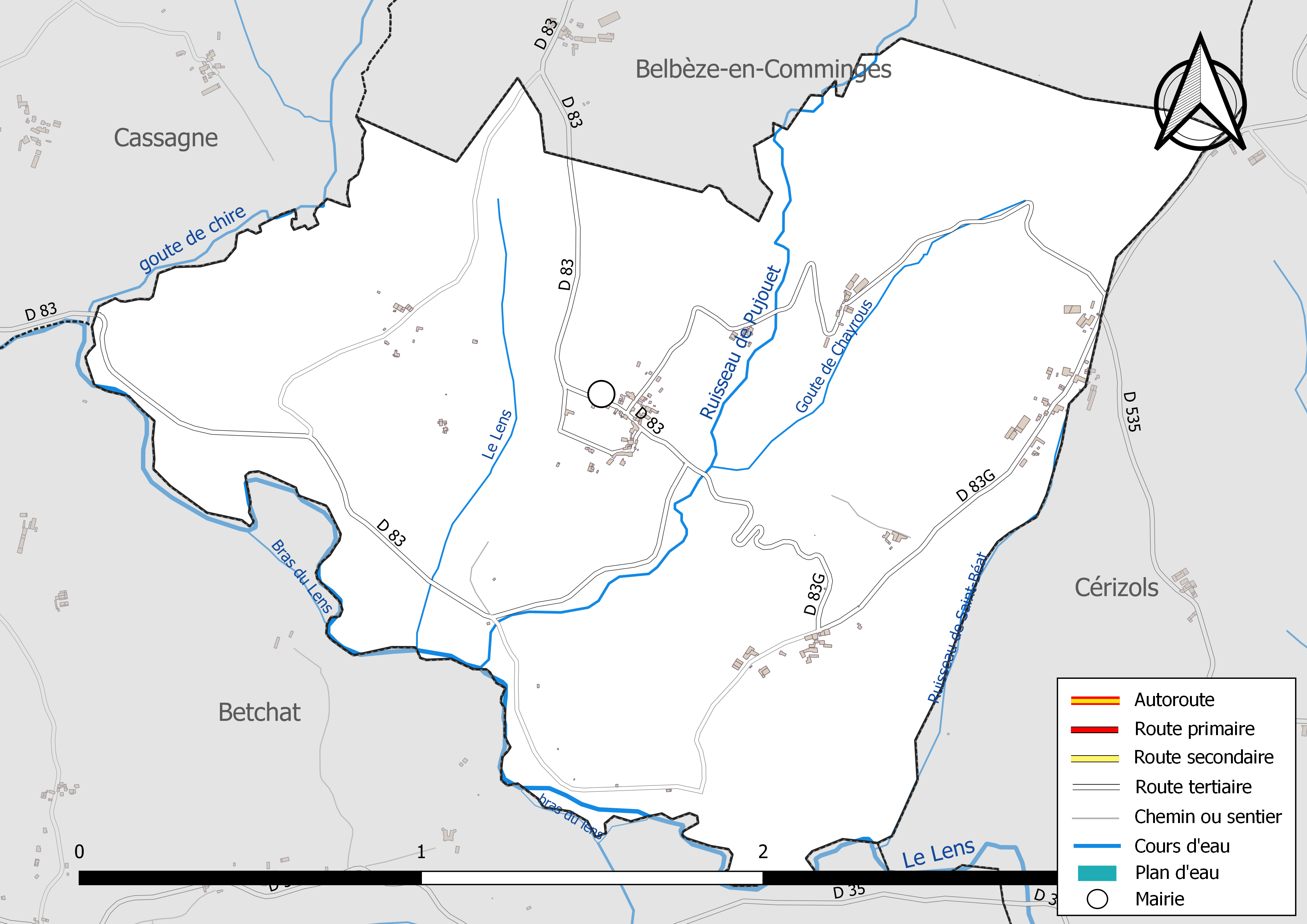
Réseaux hydrographique et routier d'Escoulis.

La commune est dans le bassin de la Garonne, au sein du bassin hydrographique Adour-Garonne. Elle est drainée par le Lens, goute de chire, le ruisseau de Belloc, le ruisseau de Pujouet, Goute de Chayrous, le Lens et le ruisseau de Saint-Béat, constituant un réseau hydrographique de 8 km de longueur totale,.

### Climat
Pour des articles plus généraux, voir Climat de l'Occitanie et Climat de la Haute-Garonne.
En 2010, le climat de la commune est de type climat océanique altéré, selon une étude s'appuyant sur une série de données couvrant la période 1971-2000. En 2020, Météo-France publie une typologie des climats de la France métropolitaine dans laquelle la commune est exposée à un climat de montagne ou de marges de montagne et est dans la région climatique Pyrénées centrales, caractérisée par une pluviométrie annuelle de 1 000 à 1 200 mm.
Pour la période 1971-2000, la température annuelle moyenne est de 12,3 °C, avec une amplitude thermique annuelle de 14,9 °C. Le cumul annuel moyen de précipitations est de 894 mm, avec 9,7 jours de précipitations en janvier et 6,6 jours en juillet. Pour la période 1991-2020, la température moyenne annuelle observée sur la station météorologique la plus proche, située sur la commune de Palaminy à 11 km à vol d'oiseau, est de 13,2 °C et le cumul annuel moyen de précipitations est de 715,2 mm,. Pour l'avenir, les paramètres climatiques de la commune estimés pour 2050 selon différents scénarios d'émission de gaz à effet de serre sont consultables sur un site dédié publié par Météo-France en novembre 2022.

### Milieux naturels et biodiversité

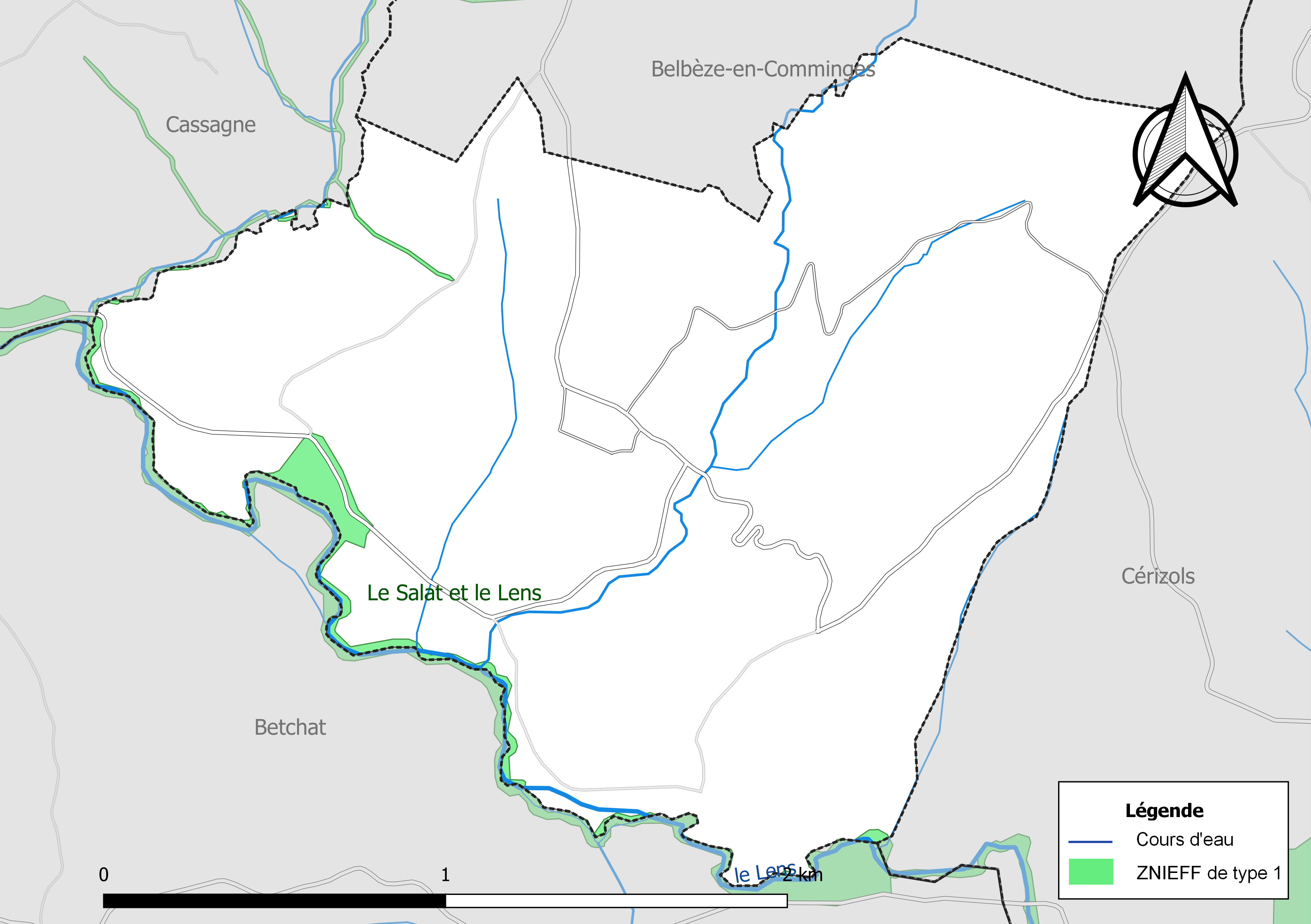
Carte de la ZNIEFF de type 1 localisée sur la commune.

L’inventaire des zones naturelles d'intérêt écologique, faunistique et floristique (ZNIEFF) a pour objectif de réaliser une couverture des zones les plus intéressantes sur le plan écologique, essentiellement dans la perspective d’améliorer la connaissance du patrimoine naturel national et de fournir aux différents décideurs un outil d’aide à la prise en compte de l’environnement dans l’aménagement du territoire.
Une ZNIEFF de type 1 est recensée sur la commune :
« le Salat et le Lens » (713 ha), couvrant 32 communes dont 21 dans l'Ariège et 11 dans la Haute-Garonne.

## Urbanisme

### Typologie
Au 1er janvier 2024, Escoulis est catégorisée commune rurale à habitat dispersé, selon la nouvelle grille communale de densité à sept niveaux définie par l'Insee en 2022.
Elle est située hors unité urbaine et hors attraction des villes,.

### Occupation des sols
L'occupation des sols de la commune, telle qu'elle ressort de la base de données européenne d’occupation biophysique des sols Corine Land Cover (CLC), est marquée par l'importance des territoires agricoles (74,4 % en 2018), une proportion identique à celle de 1990 (74,4 %). La répartition détaillée en 2018 est la suivante : 
zones agricoles hétérogènes (74,4 %), forêts (25,6 %). L'évolution de l’occupation des sols de la commune et de ses infrastructures peut être observée sur les différentes représentations cartographiques du territoire : la carte de Cassini (XVIIIe siècle), la carte d'état-major (1820-1866) et les cartes ou photos aériennes de l'IGN pour la période actuelle (1950 à aujourd'hui).

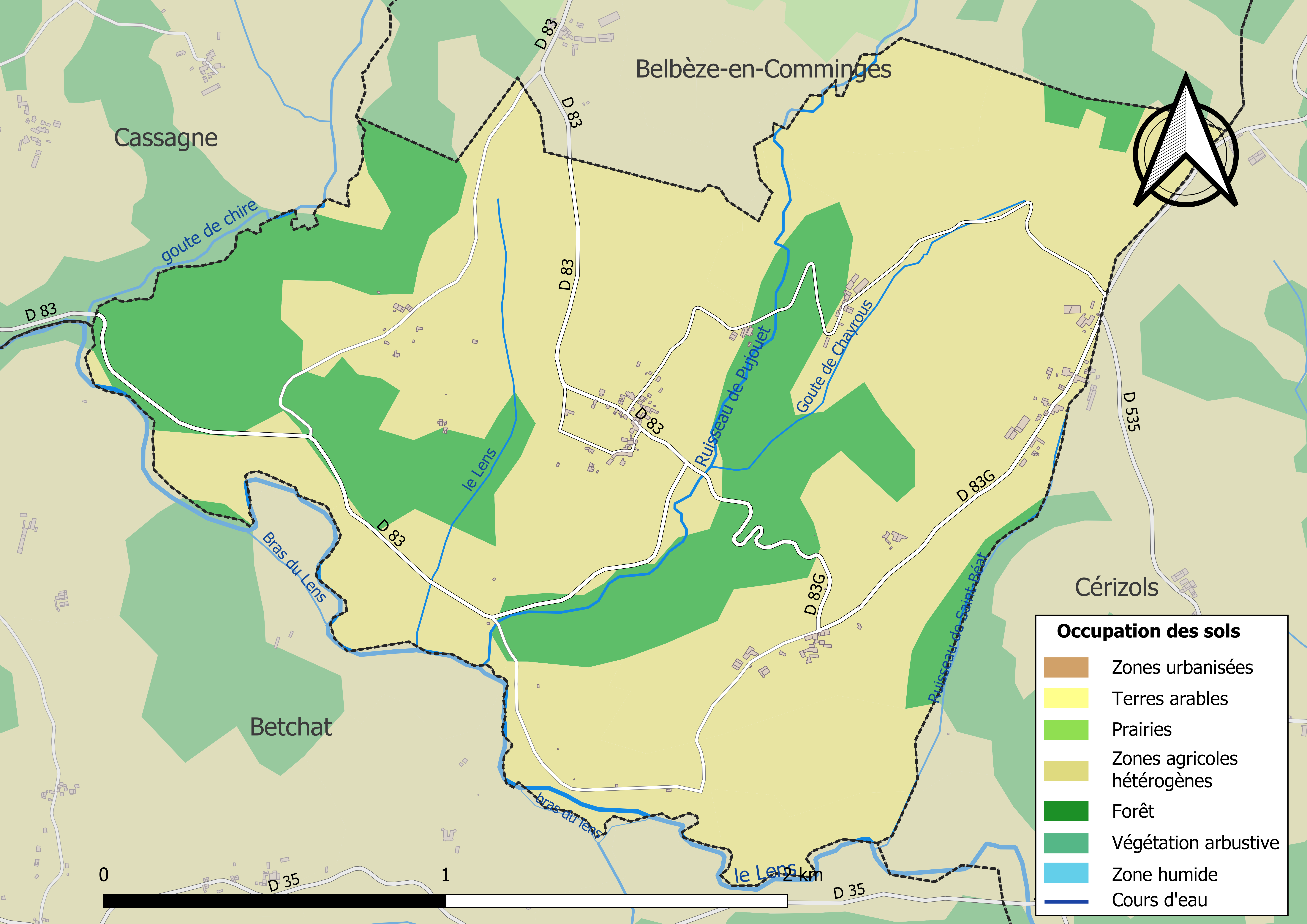
Carte des infrastructures et de l'occupation des sols de la commune en 2018 (CLC).

### Voies de communication et transports
Accès par l'A64 sortie :  20.

### Risques majeurs
Le territoire de la commune d'Escoulis est vulnérable à différents aléas naturels : météorologiques (tempête, orage, neige, grand froid, canicule ou sécheresse), inondations et séisme (sismicité modérée). Un site publié par le BRGM permet d'évaluer simplement et rapidement les risques d'un bien localisé soit par son adresse soit par le numéro de sa parcelle.
Certaines parties du territoire communal sont susceptibles d’être affectées par le risque d’inondation par débordement de cours d'eau, notamment le Lens. La commune a été reconnue en état de catastrophe naturelle au titre des dommages causés par les inondations et coulées de boue survenues en 1982, 1999, 2000 et 2009,.

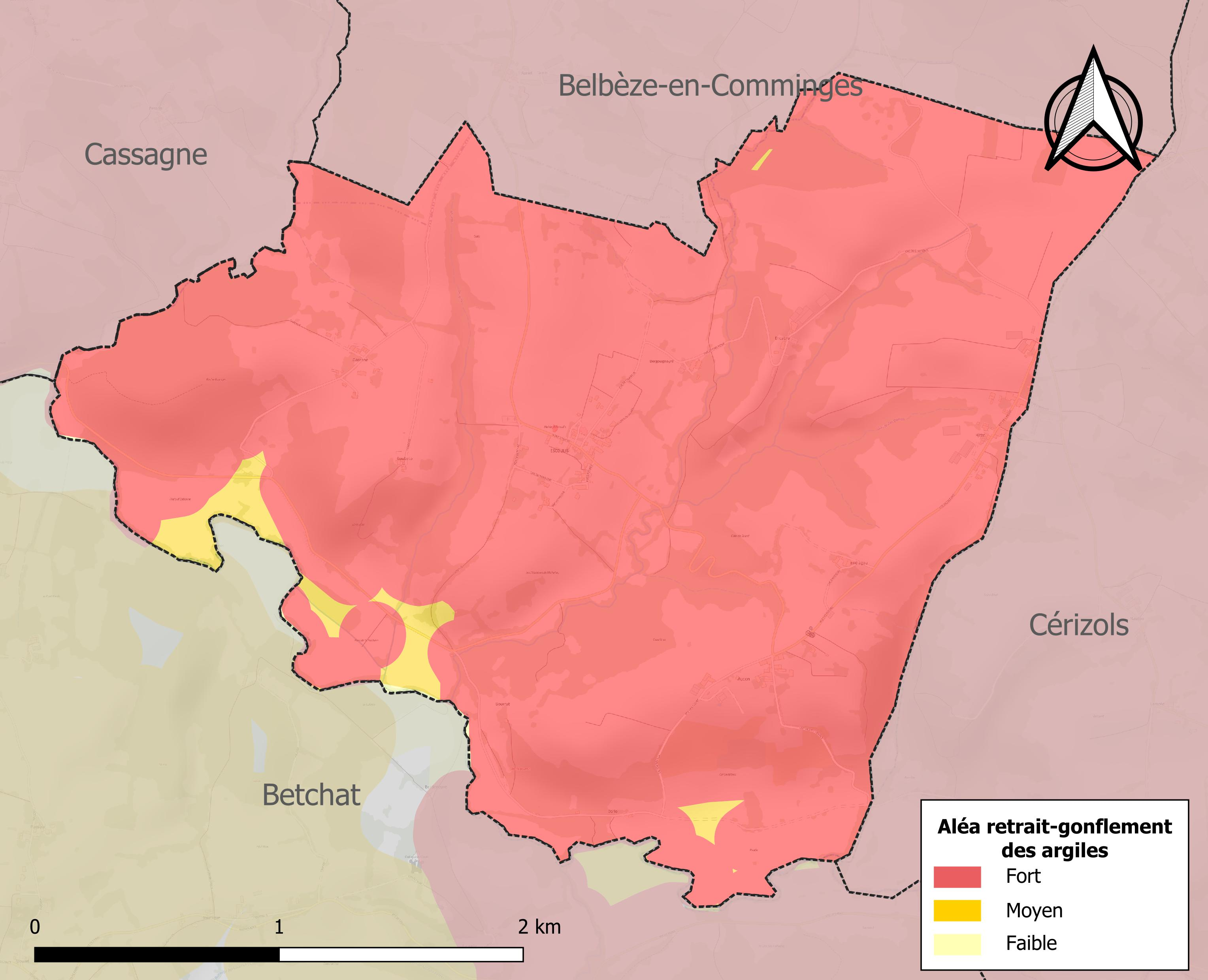
Carte des zones d'aléa retrait-gonflement des sols argileux d'Escoulis.

Le retrait-gonflement des sols argileux est susceptible d'engendrer des dommages importants aux bâtiments en cas d’alternance de périodes de sécheresse et de pluie. 99,9 % de la superficie communale est en aléa moyen ou fort (88,8 % au niveau départemental et 48,5 % au niveau national). Sur les 60 bâtiments dénombrés sur la commune en 2019, 60 sont en aléa moyen ou fort, soit 100 %, à comparer aux 98 % au niveau départemental et 54 % au niveau national. Une cartographie de l'exposition du territoire national au retrait gonflement des sols argileux est disponible sur le site du BRGM,.
Par ailleurs, afin de mieux appréhender le risque d’affaissement de terrain, l'inventaire national des cavités souterraines permet de localiser celles situées sur la commune.
Concernant les mouvements de terrains, la commune a été reconnue en état de catastrophe naturelle au titre des dommages causés par la sécheresse en 1989 et 2003 et par des mouvements de terrain en 1999.

## Histoire
La commune d'Escoulis a été créée en 1953 par séparation d'avec la commune de Belbèze-en-Comminges.

## Politique et administration

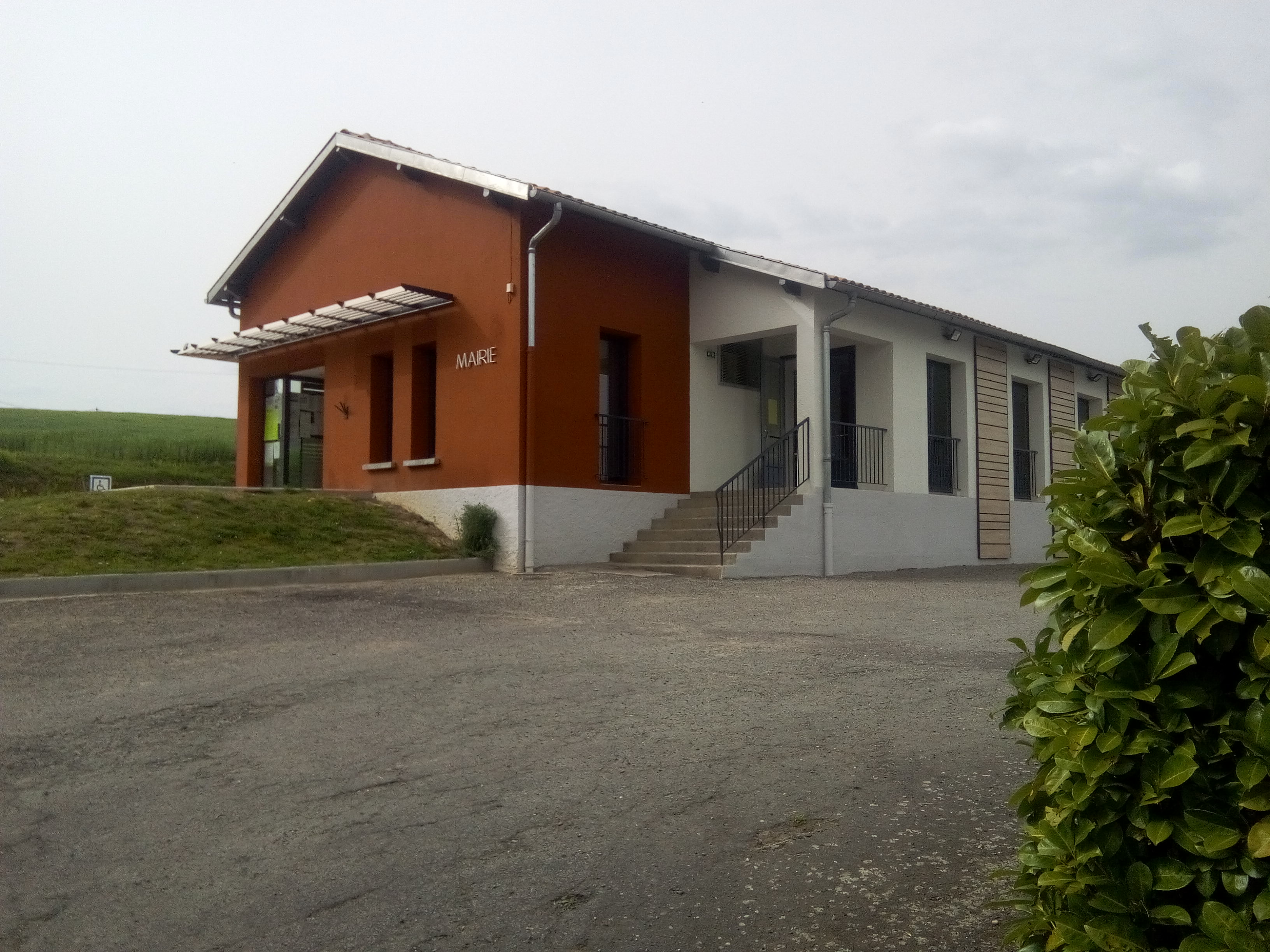
Mairie d'Escoulis

### Administration municipale
Le nombre d'habitants au recensement de 2011 étant compris entre 0 et 99, le nombre de membres du conseil municipal pour l'élection de 2014 est de sept,.

### Rattachements administratifs et électoraux
Commune faisant partie de la huitième circonscription de la Haute-Garonne, de la communauté de communes Cagire-Garonne-Salat et du canton de Bagnères-de-Luchon (avant le redécoupage départemental de 2014, Escoulis faisait partie de l'ex-canton de Salies-du-Salat et, avant le 1er janvier 2017, de la Communauté de communes du canton de Salies-du-Salat).

### Liste des maires
| Période                                  | Période  | Identité         | Étiquette | Qualité     |
| ---------------------------------------- | -------- | ---------------- | --------- | ----------- |
| Les données manquantes sont à compléter. |          |                  |           |             |
| 1953                                     | 1977     | Joseph Attané    |           |             |
| 1977                                     | 2001     | Cyrille Galin    |           |             |
| 2001                                     | 2004     | Bernard Rozès    |           |             |
| 2004                                     | 2014     | Jacques Chavanon |           |             |
| 2014                                     | En cours | Jacques Soumet   | SE        | Agriculteur |

## Population et société

### Démographie
| 1954 | 1962 | 1968 | 1975 | 1982 | 1990 | 1999 | 2005 | 2006 |
| ---- | ---- | ---- | ---- | ---- | ---- | ---- | ---- | ---- |
| 148  | 126  | 106  | 107  | 106  | 88   | 77   | 76   | 75   |

| 2010 | 2015 | 2020 | 2022 | - | - | - | - | - |
| ---- | ---- | ---- | ---- | - | - | - | - | - |
| 84   | 83   | 79   | 77   | - | - | - | - | - |

| selon la population municipale des années : | 1968 | 1975 | 1982 | 1990 | 1999 | 2006 | 2009 | 2013 |
| Rang de la commune dans le département      | 459  | 440  | 540  | 485  | 480  | 512  | 508  | 502  |
| Nombre de communes du département           | 592  | 582  | 586  | 588  | 588  | 588  | 589  | 589  |

### Enseignement
Escoulis fait partie de l'académie de Toulouse.

### Culture et festivité
Salle des fêtes,

### Activités sportives
Randonnée pédestre, chasse, pétanque,

## Économie

### Emploi
|                | 2008  | 2013   | 2018   |
| -------------- | ----- | ------ | ------ |
| Commune        | 8,7 % | 12,5 % | 22,5 % |
| Département    | 7,7 % | 9,6 %  | 9,3 %  |
| France entière | 8,3 % | 10 %   | 10 %   |

En 2018, la population âgée de 15 à 64 ans s'élève à 41 personnes, parmi lesquelles on compte 92,5 % d'actifs (70 % ayant un emploi et 22,5 % de chômeurs) et 7,5 % d'inactifs,. Depuis 2008, le taux de chômage communal (au sens du recensement) des 15-64 ans est supérieur à celui de la France et du département.
La commune est hors attraction des villes,. Elle compte 12 emplois en 2018, contre 11 en 2013 et 10 en 2008. Le nombre d'actifs ayant un emploi résidant dans la commune est de 29, soit un indicateur de concentration d'emploi de 41,2 % et un taux d'activité parmi les 15 ans ou plus de 52,7 %.
Sur ces 29 actifs de 15 ans ou plus ayant un emploi, 11 travaillent dans la commune, soit 38 % des habitants. Pour se rendre au travail, 72,4 % des habitants utilisent un véhicule personnel ou de fonction à quatre roues, 3,4 % les transports en commun, 10,3 % s'y rendent en deux-roues, à vélo ou à pied et 13,8 % n'ont pas besoin de transport (travail au domicile).

### Activités hors agriculture
9 établissements sont implantés  à Escoulis au 31 décembre 2019.
Le secteur de l'industrie manufacturière, des industries extractives et autres est prépondérant sur la commune puisqu'il représente 55,6 % du nombre total d'établissements de la commune (5 sur les 9 entreprises implantées  à Escoulis), contre 5,7 % au niveau départemental.

### Agriculture
|               | 1988 | 2000 | 2010 | 2020 |
| ------------- | ---- | ---- | ---- | ---- |
| Exploitations | 16   | 13   | 11   | 8    |
| SAU (ha)      | 409  | 412  | 437  | 428  |

La commune est dans le Volvestre, une petite région agricole localisée dans l'est du département de la Haute-Garonne, constituée de collines de terrefort à fortes pentes autrefois consacrées à l’élevage s’orientent aujourd’hui vers les grandes cultures. En 2020, l'orientation technico-économique de l'agriculture  sur la commune est l'élevage bovin, orientation mixte lait et viande. Huit exploitations agricoles ayant leur siège dans la commune sont dénombrées lors du recensement agricole de 2020 (16 en 1988). La superficie agricole utilisée est de 428 ha,,.

## Culture locale et patrimoine

### Lieux et monuments
- Église Saint-Jean-Baptiste d'Escoulis.

## Pour approfondir